# Triphleba transparens
Triphleba transparens är en tvåvingeart som först beskrevs av Schmitz 1922.  Triphleba transparens ingår i släktet Triphleba och familjen puckelflugor. Inga underarter finns listade i Catalogue of Life.